# The Skulls
The Skulls is een thriller uit 2000 onder regie van Rob Cohen. Het verhaal van de film is gebaseerd op complottheorieën die de ronde doen over het studentengenootschap Skull and Bones.

## Verhaal
Luke McNamara (Joshua Jackson) raakt gecharmeerd van een vermeend geheim studentengenootschap genaamd The Skulls. Hij doet ondanks zijn arbeidersafkomst alles om hierin toegelaten te worden. Hij wil namelijk rechten studeren aan Harvard en een lidmaatschap van The Skulls schijnt wonderen te kunnen doen voor zijn kansen daarop. McNamaras vrienden Will Beckford (Hill Harper) en Chloe Whitfield (Leslie Bibb) achten zijn kans lid te worden van een dergelijke organisatie erg klein. De toelage voor Harvard gewoon betalen is financieel alleen sowieso niet haalbaar voor hem.
Eenmaal geaccepteerd voor toelating tot het inderdaad bestaande The Skulls, raakt hij bevriend met lid Caleb Mandrake (Paul Walker). Het genootschap functioneert als een soort vrijmetselaarsorganisatie en heeft banden met een volwassen equivalent ervan. Het is bereid voor zijn opleiding te betalen en plaatsing op Harvard blijkt als Skull geen probleem. Er is één maar, namelijk dat The Skulls geheim is én moet blijven. Alle nieuwe leden moeten meedoen aan een ritueel waarin ze zweren nooit iets naar buiten te brengen over het genootschap en altijd medeleden zullen helpen.
McNamara mag er daarom ook niet met Beckford en Whitfield over praten. Wanneer die eerste zelf zijn neus in de zaken van The Skulls steekt, wordt hij kort daarop dood gevonden, officieel na zelfmoord. Naarmate McNamara erachter komt wat er werkelijk allemaal achter The Skulls steekt, wordt hem ook duidelijk dat eenmaal lid, altijd lid betekent en op verraad de doodstraf staat.

## Rolverdeling
| Acteur               | Personage         |
| -------------------- | ----------------- |
| Christopher McDonald | Martin Lombard    |
| Steve Harris         | Detective Sparrow |
| William Petersen     | Ames Levritt      |
| Craig T. Nelson      | Litten Mandrake   |
| David Asman          | Jason Pitcairn    |
| Scott Gibson         | Travis Wheeler    |
| Nigel Bennett        | Rupert Whitney    |

## Vervolgen
- The Skulls II (2002)
- The Skulls III (2003)